# Never Let Me Down
Never Let Me Down è il diciassettesimo album in studio del musicista britannico David Bowie pubblicato nel 1987.

## Storia
A seguito dell'enorme popolarità acquisita grazie al successo dell'album Let's Dance (1983) e del successivo Serious Moonlight Tour, Bowie iniziò a non sentirsi più in sintonia con il suo nuovo pubblico, e dopo le critiche ricevute per Tonight (1984), cercò di produrre qualcosa di differente. Come risultato, Bowie decise di tornare a registrare con un gruppo di musicisti ristretto, dando al nuovo disco sonorità maggiormente rock.
Bowie passò metà del 1986 nella sua casa in Svizzera scrivendo canzoni insieme all'amico Iggy Pop. Incise quindi qualche nastro demo con Erdal Kızılçay prima di lavorare all'album in studio con la band al completo. Per la prima volta dai tempi di Scary Monsters, Bowie suonò anche sul disco non limitandosi a cantare. In alcune tracce suonò tastiere, sintetizzatore, chitarra ritmica e in due brani (New York's in Love e '87 and Cry), suonò la chitarra solista.
L'album venne scritto e registrato nello spazio di tre mesi. Bowie era consapevole del fatto che le canzoni sull'album mancassero di coesione stilistica dal punto di vista musicale, ma secondo lui questo dimostrava il suo eclettismo dell'epoca, e dichiarò come il disco fosse "un riflesso di tutti gli stili musicali da lui utilizzati negli ultimi anni".
Bowie concepì il disco come rampa di lancio per un teatrale tour mondiale, scrivendo e registrando la maggior parte delle canzoni in Svizzera. Considerava l'album come una sorta di ritorno al rock 'n' roll, dopo i precedenti due dischi di musica dance elettronica. Tre singoli furono estratti dall'album, Day-In Day-Out, Time Will Crawl e la title track Never Let Me Down, brano ispirato allo stile di John Lennon.
Dopo questo album, cui fece seguito il "Glass Spider Tour", Bowie, finito il tour, aspettò 6 anni prima di pubblicare un nuovo album solista (Black Tie White Noise nel 1993) dedicandosi nel frattempo al progetto dei Tin Machine.
Bowie ha ammesso in più di un'occasione che il periodo relativo a questo album (nonostante fosse uno dei più fortunati a livello commerciale) è stato tra i più deludenti della sua carriera artistica: «Non sapevo più cosa stessi facendo; inebriato dal successo avevo perso il mio naturale entusiasmo per le cose. Credevo di non avere più niente da dire e pensavo solo a guadagnare il più possibile; temevo di essere vicino alla fine».

## Accoglienza
| Recensione       | Giudizio |
| ---------------- | -------- |
| Ondarock         |          |
| AllMusic         |          |
| Rolling Stone    |          |
| Robert Christgau | C+       |
| Piero Scaruffi   |          |

Nonostante un notevole successo in Europa, il disco raggiunse, pur aggiudicandosi il disco d'oro, solo la posizione numero 34 in classifica negli Stati Uniti: un risultato minore rispetto alle vendite dei precedenti Let's Dance e Tonight, che avevano conquistato entrambi il disco di platino. Inoltre le recensioni furono quasi del tutto negative da parte della stampa musicale.
Le vendite iniziali dell'album (anche grazie al "Glass Spider Tour" che Bowie intraprese) furono molto forti ma calarono abbastanza rapidamente. Le reazioni della critica furono contrastanti. Nel 1987 Spin definì l'album "un ispirato e brillante lavoro artigianale", ma nel 1989 un altro recensore della stessa rivista lo definì "deludente". Rolling Stone parlò del disco definendolo un "diseguale pastiche a ruota libera di elementi di tutte le precedenti incarnazioni di Bowie", "sfocato", e possibilmente "il più rumoroso e sciatto disco di Bowie di sempre", concludendo poi chiamandolo un "disastro totale". Altri critici espressero buoni giudizi complessivi sul potenziale dei brani presenti sull'album, rovinati però da una produzione invadente e ridondante.
Inizialmente Bowie non fu d'accordo con le critiche all'album, affermando: «Ho inciso circa venti album nella mia carriera, e di gran lunga questo è il mio terzo maggior successo. Quindi non posso dirmi deluso, inoltre, anche se è un peccato che non sia riuscito così bene come avrebbe potuto essere [...] non sono così negativo riguardo a ciò. Per quello che mi riguarda, questo è uno dei miei migliori lavori. Come ho già detto. Never Let Down ha venduto molto bene. Quindi sono abbastanza felice». Nonostante le critiche negative della stampa di settore, Bowie disse all'epoca di ritenere Never Let Me Down uno dei suoi album più divertenti ed energici in molti anni.

## Brani

### Day-In Day-Out
Bowie scrisse il brano principale dell'album, Day-In Day-Out, per esporre il suo personale punto di vista sul trattamento al quale venivano sottoposti i senzatetto negli Stati Uniti. Alcune stazioni tv misero al bando il video della canzone, che conteneva velate immagini di violenza sessuale. La traccia venne pubblicata come primo singolo estratto dal disco.

### Time Will Crawl
Time Will Crawl, che Bowie definì la sua canzone preferita sull'album, fu ispirata dagli eventi del disastro di Chernobyl e dall'idea che qualcuno che conosci, magari proprio il tuo vicino di casa, possa essere l'artefice della fine del mondo. Bowie disse che lo stile di canto nel pezzo "doveva molto a Neil Young", e fece notare come la varietà del cantato utilizzato nelle varie tracce dell'album fosse un omaggio a tutti gli artisti che lo avevano influenzato nel passato. Bowie eseguì la canzone nel corso dello show della BBC Top of the Pops, anche se l'esecuzione non fu mai mandata in onda. La canzone fu il secondo singolo estratto dall'album ad essere pubblicato.

### Never Let Me Down
La title-track, Never Let Me Down, parla dell'assistente personale di Bowie, Coco Schwab. Bowie scrisse la canzone come un diretto riferimento ai suoi rapporti con Coco. La traccia venne composta e registrata in pochissimo tempo durante l'ultima settimana di missaggio dell'album a New York. Bowie confermò anche di essersi ispirato allo stile vocale di John Lennon. La traccia venne ri-registrata e pubblicata come terzo ed ultimo singolo estratto dall'album.

### Beat of Your Drum
Bowie definì Beat of Your Drum una canzone "Lolitesca", una riflessione sull'attrazione sessuale procurata dalle ragazzine giovani agli uomini maturi.

### Zeroes
Il brano Zeroes, che Rolling Stone definì all'epoca il miglior pezzo sull'album, è, secondo Bowie stesso, un viaggio nostalgico: «Volli metterci dentro tutti i cliché anni sessanta possibili ed immaginabili!»

### Glass Spider
Glass Spider è una sorta di racconto mitologico basato su un documentario sulle vedove nere che Bowie aveva visto. Inoltre, la canzone diede il titolo al successivo tour mondiale di Bowie, caratterizzato da una notevole teatralità.

### Shining Star (Makin' My Love)
L'attore Mickey Rourke aveva chiesto a Bowie di coinvolgerlo in una delle sue canzoni, e i due si erano incontrati a Londra dove Rourke stava girando il film Una preghiera per morire. Bowie gli fece recitare la parte cantata in stile rap in Shining Star (Makin' My Love). Scherzando, Bowie si riferì alla performance di Rourke definendola "rap metodico". David descrisse la canzone come una riflessione sulla situazione sociale critica presente nelle strade, e su come la gente cerchi ugualmente di resistere e restare unita affrontando così tante catastrofi e disgrazie come quelle dell'età moderna.

### New York's in Love
Bowie definì New York's in Love una canzone sarcastica circa la vanità presente nelle grandi città.

### '87 And Cry
In origine David Bowie scrisse '87 And Cry come descrizione di Margaret Thatcher, primo ministro britannico dell'epoca. La canzone si riferiva alla distinzione tra un governo autoritario e i normali cittadini (i "dogs"), e David ammise come il testo fosse molto surreale, descrivendo le persone "nutrirsi dell'energia degli altri per ottenere ciò che vogliono". Il brano venne pubblicato come B-side del terzo singolo, Never Let Me Down.

### Too Dizzy
Too Dizzy fu la prima canzone che Bowie ed il suo nuovo collaboratore Erdal Kizilcay scrissero insieme per l'album, e fu composta in omaggio al periodo degli anni cinquanta in America. All'epoca Kizilcay definì egli stesso la canzone un brano "riempitivo" e si disse sorpreso del fatto che Bowie avesse voluto inserirla nell'album. La canzone è stata cancellata delle successive riedizioni di Never Let Me Down in CD.

### Bang Bang
Quando gli venne chiesto perché avesse scelto di includere nel disco il brano di Iggy Pop Bang Bang invece di scriverne magari uno insieme a lui, Bowie riferì di considerare la canzone una delle migliori cose mai scritte dall'amico.

## Tracce
- L'album fu uno dei primi ad avere durata diversa nei formati vinile e compact disc, con quasi tutte le canzoni presenti nella versione CD leggermente più lunghe.

Lato A
1. Day-In Day-Out – 4:38 (David Bowie)
2. Time Will Crawl – 4:18 (David Bowie)
3. Beat of Your Drum – 4:32 (David Bowie)
4. Never Let Me Down – 4:03 (testo: David Bowie – musica: Carlos Alomar)
5. Zeroes – 5:46 (David Bowie)

Lato B
1. Glass Spider – 4:56 (David Bowie)
2. Shining Star (Makin' My Love) – 4:05 (David Bowie)
3. New York's In Love – 3:55 (David Bowie)
4. '87 And Cry – 3:53 (David Bowie)
5. Too Dizzy – 3:58 (testo: David Bowie – musica: Erdal Kızılçay)
6. Bang Bang – 4:02 (testo: Iggy Pop – musica: Ivan Kral)

## Formazione
- David Bowie - voce, chitarra, tastiere, mellotron, moog, armonica, tamburino
- Carlos Alomar - chitarra, cori
- Erdal Kizilcay - tastiere, batteria, basso, tromba, cori
- Peter Frampton - chitarra
- Sig McGinnis - chitarra
- Carmine Rojas - basso
- Philippe Saisse - piano, tastiere
- Crusher Bennett - percussioni
- Earl Gardner - tromba
- Stan Harrison - sax alto
- Steve Elson - sax baritono
- Lenny Pickett - sax tenore
- Diva Gray, Gordon Grodie - cori

## Classifiche

### Classifiche settimanali
| Classifica (1987) | Posizione massima |
| ----------------- | ----------------- |
| Australia         | 19                |
| Austria           | 3                 |
| Canada            | 6                 |
| Finlandia         | 4                 |
| Francia           | 6                 |
| Germania          | 11                |
| Giappone          | 6                 |
| Italia            | 4                 |
| Norvegia          | 3                 |
| Nuova Zelanda     | 14                |
| Paesi Bassi       | 9                 |
| Regno Unito       | 6                 |
| Spagna            | 13                |
| Stati Uniti       | 34                |
| Svezia            | 2                 |
| Svizzera          | 18                |

### Classifiche di fine anno
| Classifica (1987) | Posizione |
| ----------------- | --------- |
| Austria           | 23        |
| Canada            | 34        |
| Francia           | 41        |
| Germania          | 69        |
| Italia            | 24        |
| Paesi Bassi       | 46        |
| Stati Uniti       | 96        |